# 井澤泰
井澤　泰（いざわ やすし）は、日本の編集者、ジャーナリスト、篠原出版新社元社長。家族構成は、妻、娘、息子。東京都武蔵野市に生まれ、朝日新聞社に勤務する父親の影響を強く受けて育つ。1969年に東京都立三鷹高等学校を卒業。1973年に東京経済大学経済学部を卒業。大学では、大原慧社会政策ゼミ、社会科学研究会に所属。幼少のころは病弱であり外出することが少なかったが、中学生の頃から父親の影響を受け、積極的に学生運動に参加する。現在でも政治信念を曲げることなく、編集者・ジャーナリストの立場からさまざまな公の場で特に日本の医療制度に関して情報発信・発言をしている。

## 略歴 ・人物
大学卒業後、複数の出版社に勤務する。そのうちの一社であるほるぷ出版に入社後、しばらくして自身でも起業し、編集者およびライターとして活躍する。1999年に篠原出版株式会社が倒産すると、東京経済大学の先輩である鍬谷睦男（鍬谷書店社長）に声を掛けられ、2000年に篠原出版新社の社長となる。社長業務を行いながら、編集長として新雑誌の創刊、書籍の企画を行うが、三省堂書店から篠原出版新社に再就職した木下貴雄および篠原出版株式会社の社員であった藤原大が、筆頭株主であった鍬谷書店から自社株を購入することにより、代表取締役を交代。購入した自社株数の多かった木下貴雄が代表取締役社長になる。社長交代後、現場で編集長としてこれまで以上に書籍および雑誌の企画に集中し、積極的に取材も行う。
日本の医療制度に強い関心をもち、雑誌や書籍では医療制度の問題定義や法制度に関わる内容を組み込むことが多い。また自身も積極的に勉強会や学会に参加し、国民皆保険の厳守、保険料と税金で国民医療費増加を補うこと、お年寄りや障がい者など弱者には無料で医療を提供することをジャーナリストの立場から主張している。
新しい公共をつくる市民キャビネットへの参加など、さまざまな場で政治活動に積極的に参加をしている。
自由民主党の政策については、特に強い反対意見をもち石破茂自由民主党幹事長（第46代 当時）に対しては、石破氏のオフィシャルブログ上において「石破氏のブログでの発言を、決して忘れないし、許しません。政治的感覚が欠落しているだけでなく、傲慢で、いい加減で、明らかに、ご病気です。恥を知れ。即刻、自民党の幹事長をお辞めになることをお勧めいたします。あなたのような方は、幹事長には、何が何でも、相応しくありません。一人の田舎の政治家にお戻りなさい。そして、農民のために、ＴＰＰから、日本の農業、水産業、林業を守るために、力を尽くしなさい。投稿：井澤泰|2013年12月5日(木)17時03分」と強く反対している。
篠原出版新社では雑誌「患者のための医療」を創刊し、「医療の質向上と安心の医療をめざす」ことを目的に医療現場における医療従事者と患者がお互いに知るべき情報の提供を行った（2002-2007年）。本誌では、特に医療事故に関する内容の記事が多く、関係した弁護士や医療事故の犠牲になった患者・患者家族からの声が強く反映されていた。
また、尊厳死の法制化を認めない市民の会の賛同人、特定非営利活動法人 患者のための医療ネットの監事、良い死！研究会の会員になるなど、積極的に患者側からの意見を発信している。
篠原出版新社のホームページに掲載されている「本日のメッセージ」では、政治的な思想に基づいたコラムを連載することが多い。不定期な連載であることと、システム上、過去のメッセージが残っていない（バックナンバーがない）ため、これまでのコラムを読み返すことはできない。
大の野球好きで、南海ホークス時代から熱心な福岡ソフトバンクホークスファン。

## 講演
- 「イザイ」の編集・発行の経験を通した話題・情報の提供―SPD研究会 第83回研究会・2012年11月27日（火）開催[10]
- 『医療情報技師能力検定試験』について―第20回日本コンピュータサイエンス学会教育講演[11]